# DSA-530
La DSA-530 es una carretera perteneciente a la Red Primaria de la Diputación Provincial de Salamanca que da acceso a la localidad de Valdelosa desde la N-630.

## Recorrido
La carretera DSA-530 tiene su origen en Valdunciel, en la intersección con la carretera N-630 y termina en el casco urbano de Valdelosa, formando parte de la Red de carreteras de Salamanca.
| Valdunciel (Intersección con ) - Valdelosa | Valdunciel (Intersección con ) - Valdelosa | Valdunciel (Intersección con ) - Valdelosa | Valdunciel (Intersección con ) - Valdelosa | Valdunciel (Intersección con ) - Valdelosa | Valdunciel (Intersección con ) - Valdelosa | Valdunciel (Intersección con ) - Valdelosa | Valdunciel (Intersección con ) - Valdelosa | Valdunciel (Intersección con ) - Valdelosa | Valdunciel (Intersección con ) - Valdelosa | Valdunciel (Intersección con ) - Valdelosa |
| Esquema                                    | PK                                         | Sentido Valdelosa                          | Sentido Valdelosa                          | Sentido Valdelosa                          | Sentido Valdelosa                          | Sentido Valdunciel                         | Sentido Valdunciel                         | Sentido Valdunciel                         | Sentido Valdunciel                         | Incidencias                                |
| Esquema                                    | PK                                         | Velocidad                                  | Elemento                                   | Salida                                     | Salida                                     | Salida                                     | Salida                                     | Elemento                                   | Velocidad                                  | Incidencias                                |
| Esquema                                    | PK                                         | Velocidad                                  | Elemento                                   | Dir.                                       | Nombre                                     | Nombre                                     | Dir.                                       | Elemento                                   | Velocidad                                  | Incidencias                                |
| ------------------------------------------ | ------------------------------------------ | ------------------------------------------ | ------------------------------------------ | ------------------------------------------ | ------------------------------------------ | ------------------------------------------ | ------------------------------------------ | ------------------------------------------ | ------------------------------------------ | ------------------------------------------ |
|                                            | 0,0                                        |                                            |                                            | Calzada de Valdunciel Salamanca Zamora     | Calzada de Valdunciel Salamanca Zamora     | Calzada de Valdunciel Salamanca Zamora     |                                            |                                            |                                            |                                            |
| El Cubo del Vino                           | 0,0                                        |                                            |                                            |                                            |                                            |                                            |                                            |                                            |                                            |                                            |
|                                            | 8,4                                        |                                            |                                            | VALDELOSA                                  | VALDELOSA                                  | VALDELOSA                                  | VALDELOSA                                  |                                            |                                            |                                            |
|                                            | 8,810                                      |                                            |                                            |                                            | Centro Urbano                              | Centro Urbano                              | Centro Urbano                              |                                            |                                            |                                            |
|                                            | 8,810                                      | Zamayón                                    |                                            |                                            |                                            |                                            |                                            |                                            |                                            |                                            |